# Agyagosszergény
Agyagosszergény ist eine ungarische Gemeinde im Kreis Kapuvár im Komitat Győr-Moson-Sopron.

## Geografische Lage
Agyagosszergény liegt ungefähr fünf Kilometer westlich der Stadt Kapuvár.  Nachbargemeinden sind Fertőendréd, Petőháza und Vitnyéd.

## Geschichte
Agyagosszergény entstand 1927 durch den Zusammenschluss der Orte Agyagos und  Fertőszergény.

## Gemeindepartnerschaft
- Szergény, Ungarn

## Sehenswürdigkeiten
- Kalvarien-Statuen (Kálvária-szoborcsoport)
- Marien-Säule (Mária-oszlop), erschaffen 1889 von Károly Hild
- Römisch-katholische Kirche Szent László király, erbaut 1777–1792 (Barock), umgebaut und erweitert 1883
- Standbild des Heiligen Johannes Nepomuk (Nepomuki Szent János-szobor), erbaut 1831

## Verkehr
Durch Agyagosszergény verläuft die Landstraße Nr. 8517, südlich des Ortes die Hauptstraße Nr. 85 von Győr nach Sopron. Die nächstgelegenen Bahnhöfe befinden sich in Petőháza und Vitnyéd-Csermajor.

## Bilder

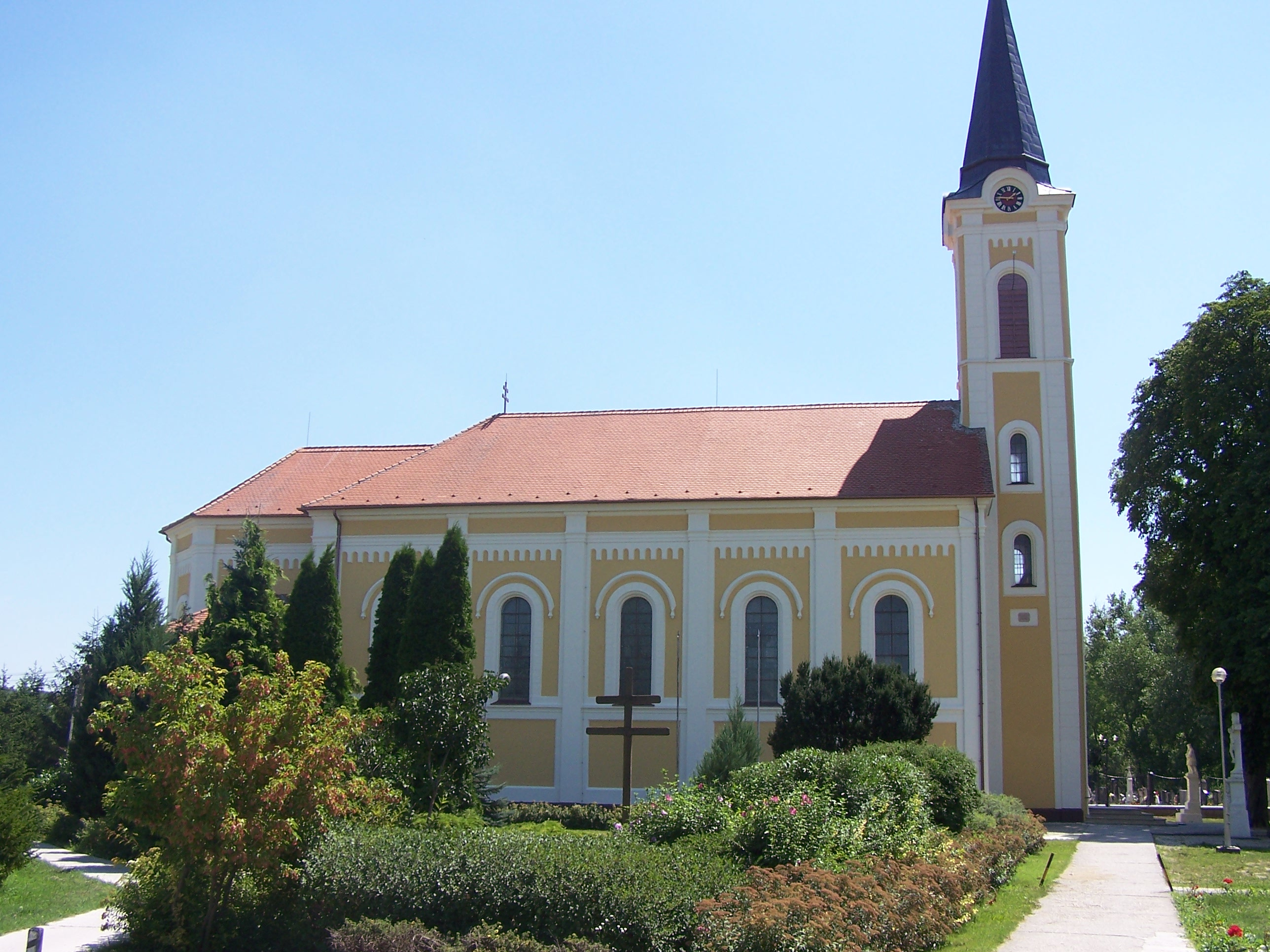
Röm.-kath. Kirche Szent László király
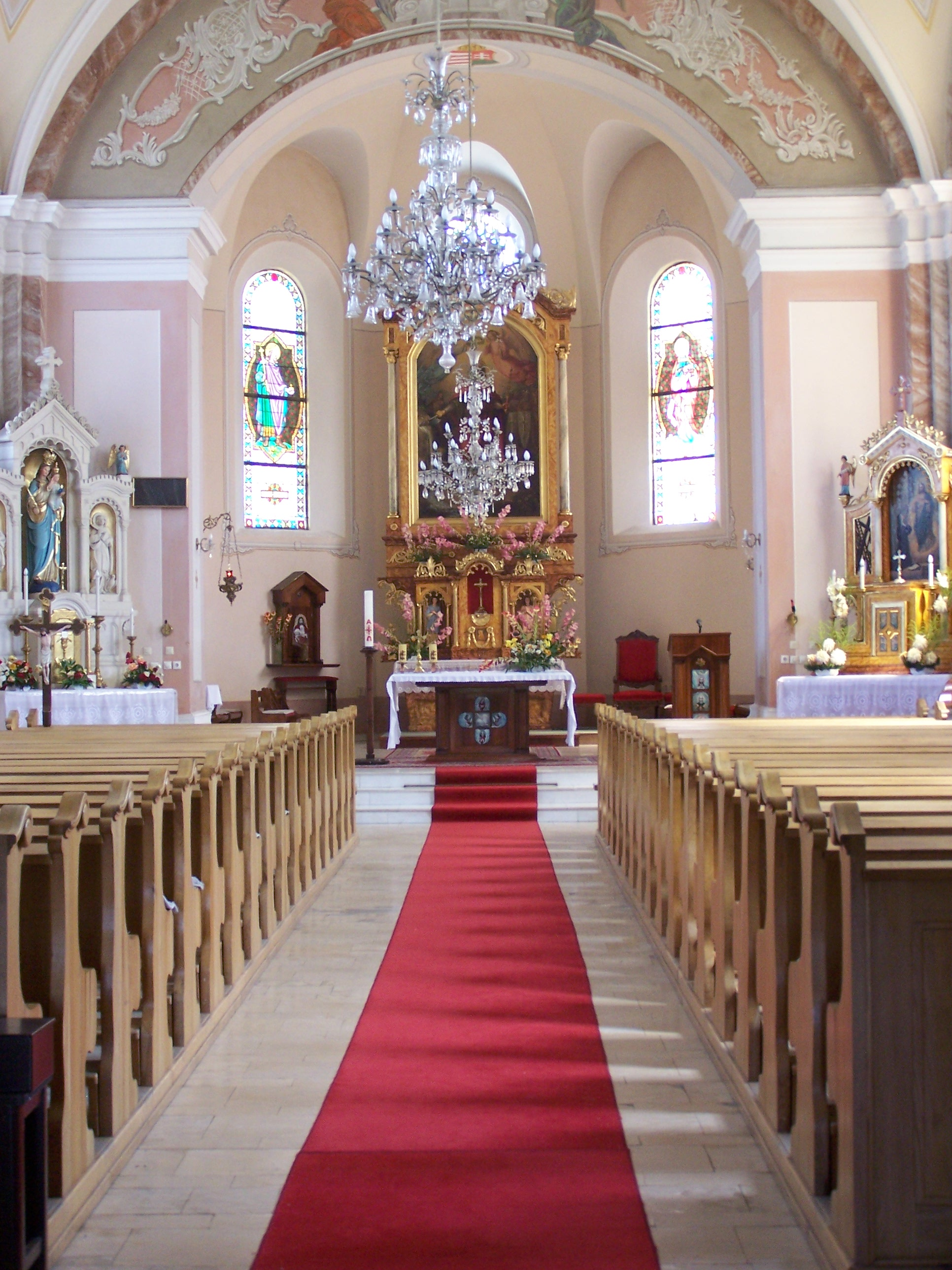
Innenraum der Kirche
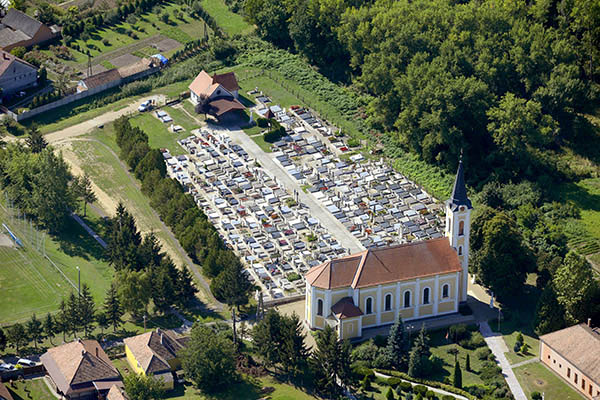
Blick auf Kirche und Friedhof
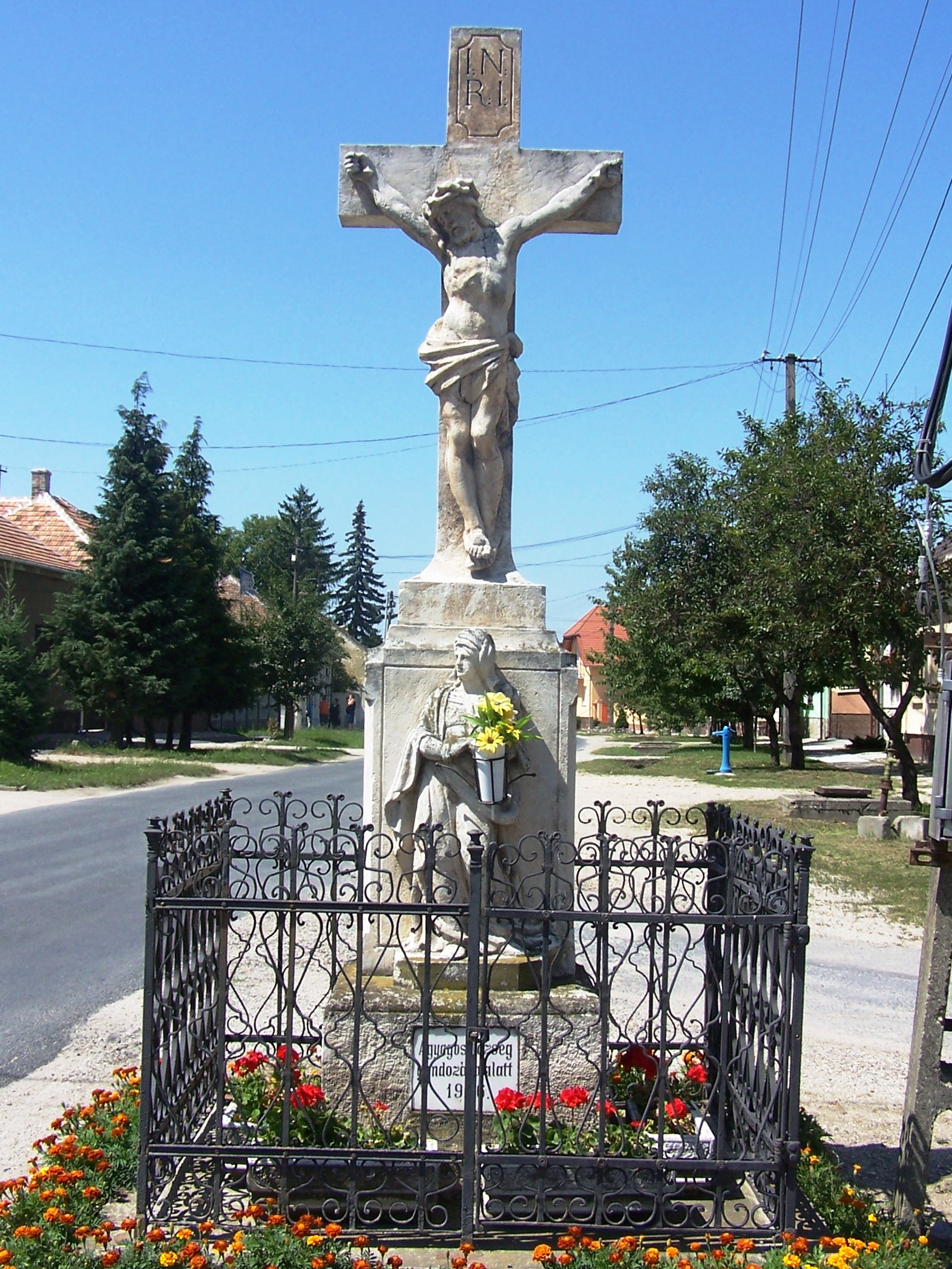
Kreuz in der Ortsmitte
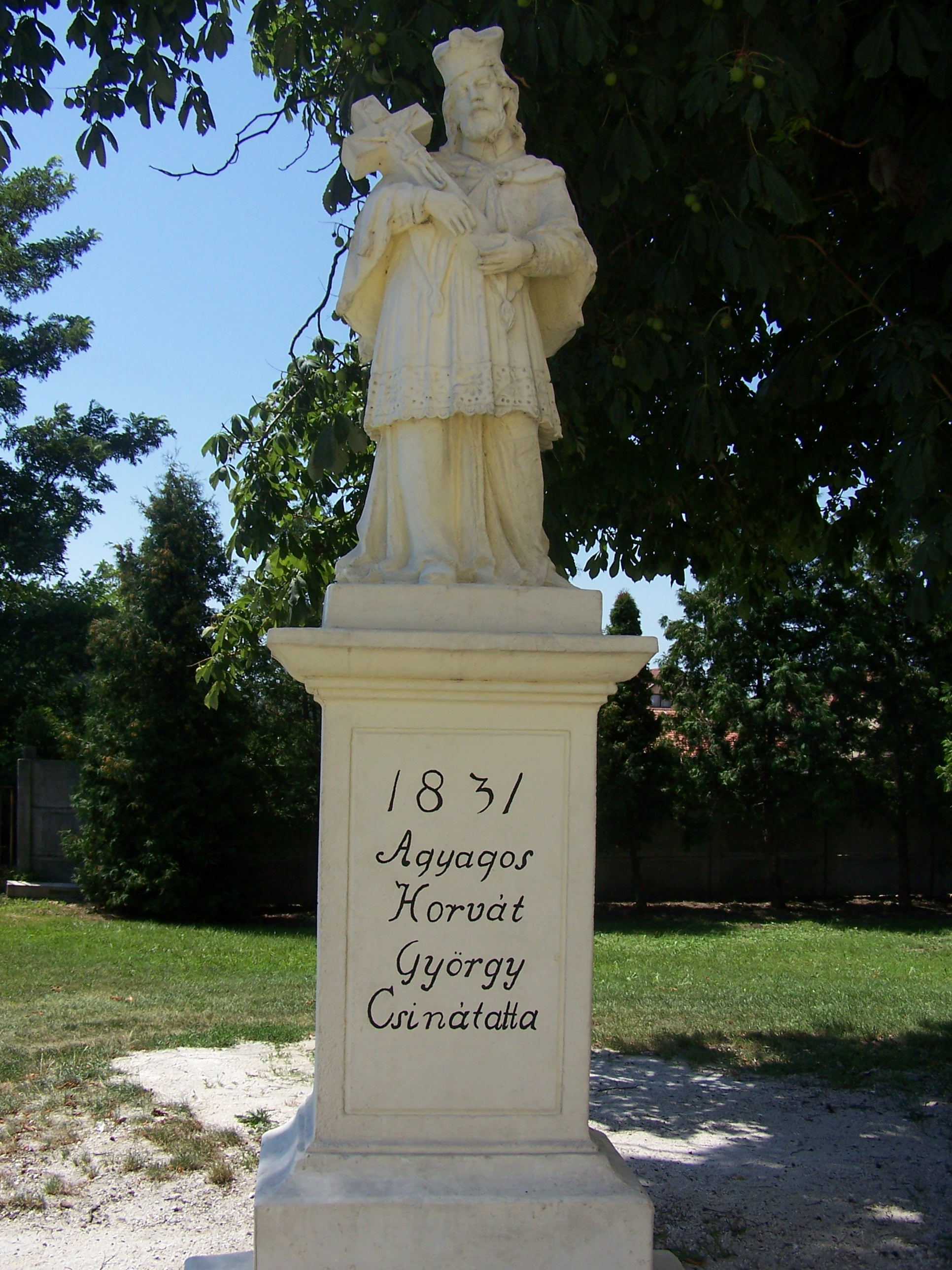
Standbild des Heiligen Johannes Nepomuk
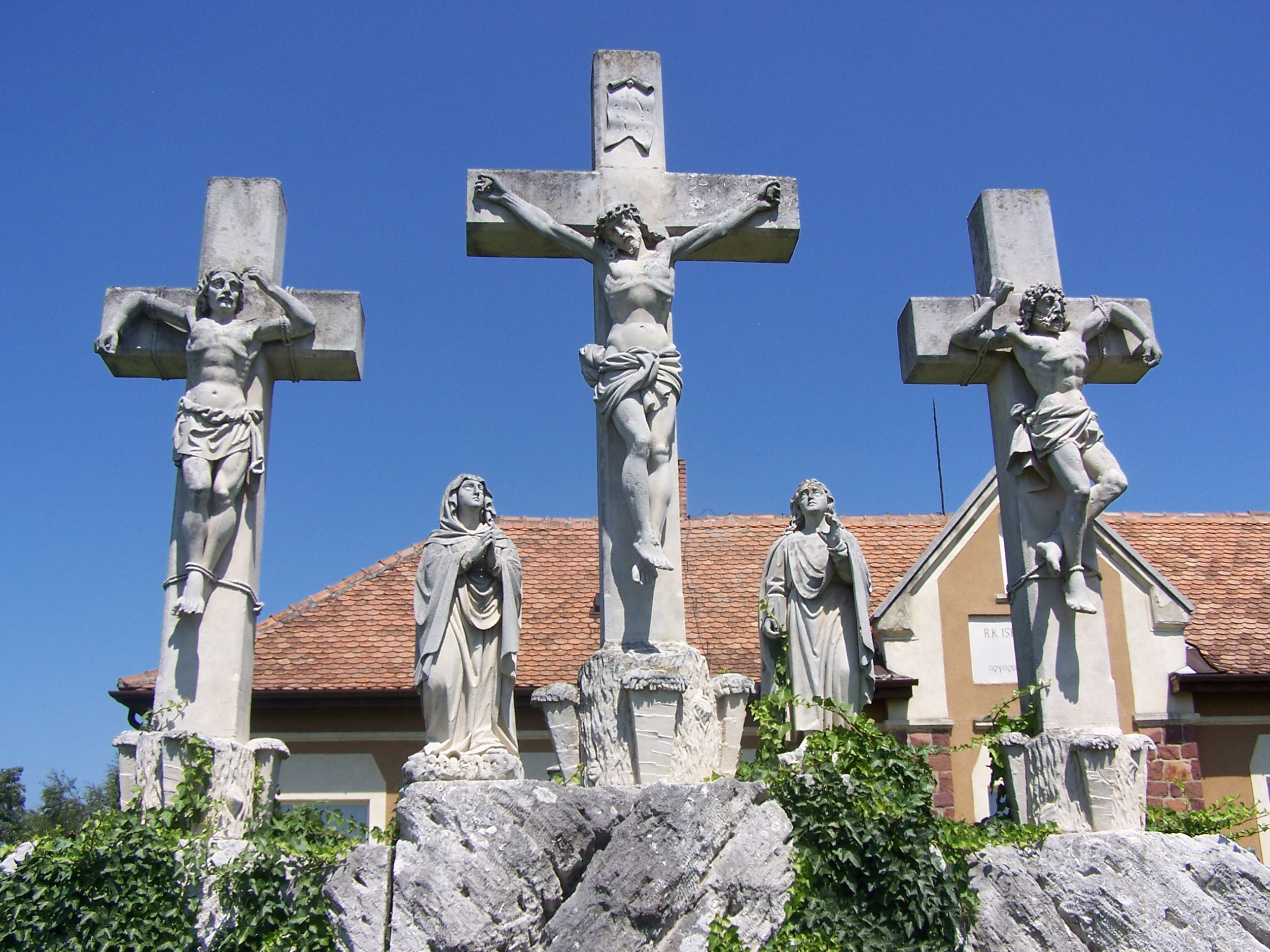
Kalvarienstatuen